# IBM 5550
IBM5550是IBM公司在1980年代至1990年代于中国、台湾、日本和韩国地区销售的一种个人电脑的型号。   IBM 5550于1983年以“Multistation 5550”的型号在日本销售，因为它具有三合一的角色：一台PC、一台文字处理机（此前这类机器在日本以不同于PC的形式存在）以及一台IBM终端机。

## 概况
使用Intel 8088处理器、自1981年起在市场上销售的IBM个人电脑不具备足以处理诸如中文、日文和韩文的东亚语言，其VGA显示器的分辨率也不足以显示这些语言复杂的字形。
IBM 5550于1983年3月起在日本销售，配备了Intel 8086微处理器，并被称作“Multistation 5550”，因为它具有三合一的身份：一台PC、一台文字处理机（此前这类机器在日本以不同于PC的形式存在）以及一台终端机。
在推出5550型号后，韩文、繁体中文及简体中文的对应型号亦相继推出。起初IBM 5550使用自有的硬件架构，但1987年后便改用更名为PS/55的IBMPS/2 微通道架构。
在日本上市时，电影演员渥美清为IBM 5550的推广提供了帮助。此后IBM为日本、澳大利亚和新西兰的家庭用户推出了IBM JX，以及为日本的商业和家庭用户准备的DOS/V。

## 特点
IBM 5550的特点如下：
- 采用Intel 8086处理器
- 配备15英吋 CRT 显示器，可显示24行、每行80字的字符，每个字符使用24x24或16x16的点阵
- 最高可支持5¼ 英寸双密度（720 KB）软盘
- 装有日文 DOS 或 OS/2 操作系统
- 配备应用软件，如字处理软件Japanese Bunsho（文书）Program、为与IBM主机通讯而设计的3720终端模拟器和5250终端模拟器。

## 型号
- 5551-A/B/C/D/E/G/H/J/K/M/P（基本型，主机放在显示器旁边，后改进为类似5540的小体积）
- 5541-B/E/J/K/M/P（小型型号，显示器可置于主机之上，后经改进体积更为缩小）
- 5561-G/H/J/K/M/P（大型型号）
- 5530-G/H（独立主机型号，无通讯适配器，使用3½ 英寸软盘）
- 5535-M（便携式，使用3½ 英寸软盘）

## 竞争对手
在日本市场，Multistation 5550的竞争对手有：
- 富士通的FMR系列
- NEC的PC-9801系列及N5200/5300系列

## 另请参阅
- IBM PC，IBM PC/AT和IBM PS/2
- IBM JX，AX架构和DOS/V
- IBM产品列表